# Дауит
Дауит (каз. Дәуіт, до 1992 г. — Куйбышевское, до 2009 г. — Даут) — село в Акжарском районе Северо-Казахстанской области Республики Казахстана. Село входит в состав Ленинградского сельского округа.
Вблизи села проходит автомобильная дорога А-13 «Кокшетау — Бидайык (Казахстано-Российская граница)».

## География
Расположено около озера Комбайсор.

## История
Основано в 1957 г. В 1957—1994 гг. — центральная усадьба зерносовхоза «Куйбышевский». Указом президиума ПВС Каз ССР от 16.12.1959 г. создан Куйбышевский поссовет с центром в селе Дауйт, тем же постановлением село переименовано в посёлок Куйбышевский.

## Население
В 1999 году население села составляло 1028 человек (502 мужчины и 526 женщин). По данным переписи 2009 года, в селе проживало 776 человек (390 мужчин и 386 женщин).